# Mihăești (Argeș)
Mihăești è un comune della Romania di 5 977 abitanti, ubicato nel distretto di Argeș, nella regione storica della Muntenia.